# Jorge Cadete
Jorge Paulo Cadete Santos Reis (Pemba, Moçambique, 27 de agosto de 1968) é um antigo futebolista português, que jogava na posição de avançado.

## Início de carreira
Cadete começou a sua carreira na Académica Santarém na época de 1983-1984 com 15 anos de idade, marcando uns espantosos 43 golos em apenas 18 jogos. Despertou de imediato o interesse dos clubes grandes em Portugal. O Sporting ganhou a corrida pelo passe do jogador e na época de 1984-1985 passou dos iniciados para a equipa de juniores na época de 1986-1987.
Passou para a equipa principal do Sporting na época de 1987-1988 fazendo seis partidas. Foi emprestado ao Vitória de Setúbal na época seguinte tendo marcado 10 golos. Rapidamente voltou ao Sporting na época de 1989-1990, onde jogou até à época de 1995-1996, onde se tornou um dos mais emblemáticos jogadores do clube. Apesar do talento apenas conseguiu um título, a Taça de Portugal na época de 1995, onde uma vitória por 2-0 frente ao Marítimo deu-lhe o título. Foi o melhor marcador do campeonato na época de 1992-1993 com 18 golos. Marcou 70 golos ao serviço do Sporting em mais de 180 jogos oficiais.

## Novo início
A vida de Cadete no Sporting ficou mais instável, onde fez apenas duas partidas pelo clube, acabando por se transferir para o Brescia em novembro de 1994. Manteve-se no clube italiano por um ano, regressando ao Sporting na época de 1995-1996, mas o seu futuro tinha muito mais para lhe dar.

## Vida na Escócia

### Começo promissor
Em abril de 1996, e após uma transferência longa, Cadete rescindiu contrato com o Sporting e assinou pelo Celtic, onde rapidamente ganhou o estatuto de estrela. A sua estreia deu-se contra o Aberdeen, em Celtic Park, onde Cadete saltou do banco e marcou o último golo da vitória por 5-0. Acabando por participar nos últimos cinco jogos do campeonato 1995/96, totalizou 245 minutos e marcou 5 golos.

### Controvérsia
A transferência de Cadete tornou-se polémica. Apesar de ter sido inscrito dentro do prazo legal, a Associação de Futebol da Escócia atrasou o seu processo de registo antes da partida da Taça da Escócia frente ao Rangers em Ibrox. Seguiu-se uma queixa do presidente do Celtic Fergus McCann, e o responsável da Associação de Futebol da Escócia Jim Farry foi afastado das suas funções ao ser considerado culpado por tentar deliberadamente atrasar o processo do jogador.

## Estabelecendo um marco
Na época seguinte, 1996-1997 foi a única temporada completa na Escócia e a melhor de sempre. O jogador acabou como o melhor marcador da Escócia com 33 golos em 41 jogos, em todas as competições e sem a ajuda de grandes penalidades. Apesar disso, perdeu o título de campeão para o rival de sempre, o Rangers. Cadete jogou a sua última partida com o Celtic frente ao Dundee United, e quando foi substituído beijou o campo, espalhando rumores que estava para deixar o clube escocês. Com este feito, Jorge Cadete foi o primeiro jogador português a sagrar-se melhor marcador num campeonato estrangeiro.

### Infelicidade
O treinador do Celtic, Tommy Burns, preparou o caminho para o novo treinador da equipa, e Cadete permaneceu no clube até ao final da época. Depois e após algum desgaste emocional devido à falta de adaptação à vida da Escócia sem a sua família, ele pediu a transferência para outro clube. Após falhar a pré temporada, foi transferido para o campeonato espanhol, para o Celta de Vigo, por uma verba a rondar os £3,500,000. Juntamente com Pierre van Hooijdonk e Paolo Di Canio, Cadete foi rotulado igualmente de “Three Amigos” pelo presidente do Celtic, Fergus McCann.

## Depois de Galiza
Jogou no Celta de Vigo na época de 1997-1998, regressando ao Benfica na temporada de 1998-1999 juntamente com o seu ex-colega de Celtic Pierre van Hooijdonk. Após essa temporada em Portugal, regressou a Inglaterra para representar o Bradford City na temporada de 1999-2000. Fez a sua estreia numa partida frente ao Aston Villa que estava empatada 1-1. Não tendo conseguido marcar um único golo em sete partidas pelo clube, regressa a Lisboa para representar o Benfica no final da época. Foi a custo zero, sendo emprestado ao Estrela da Amadora para começar a época de 2000-2001.
Com o recém promovido St. Mirren da Escócia, o clube procurava um atacante de valor, num país onde tinha tido muito sucesso. Mas a proposta era pouco aliciante, preferindo manter-se no Estrela da Amadora até ao final da época de 2001-2002.

## Exilado do futebol
Após a sua saída do Estrela da Amadora, Cadete ficou sem clube. Sem ter encontrado um clube para iniciar a época acabou por terminar a sua carreira relativamente jovem, com 33 anos. Depois participou num reality show, o Big Brother.

## Regresso ao futebol, regresso à Escócia

### Regresso a Glasgow
No princípio da época de 2003-2004, Cadete decidiu retomar a carreira e aos 35 anos procura um novo clube. Regressou à Escócia e foi entrevistado num programa de televisão. Falou do seu amor pelo Celtic. Assinou contrato com a equipa do Partick Thistle, em janeiro de 2004, terminando um período de 18 meses de fora dos relvados. A transferência ficou envolta em polémica, pois Cadete já tinha aceite assinar pelo Raith Rovers, sendo mesmo fotografado com a camisa do clube pelos media. Fez a sua estreia a 22 de fevereiro contra o Celtic, sendo aplaudido pelos adeptos do Celtic que nunca o esqueceram.

## Regresso ao passado
Depois da sua estreia, Cadete voltou a ser falado pois chegou tarde a um treino sendo castigado pelo clube. Marcou apenas um golo pelo Thistle nos oito jogos que fez, o que resultou numa não extensão do contrato. Estava de novo à procura de um clube para jogar, sendo que tinha convites da Escócia, Japão e Qatar, e no final de 2003-2004 nenhuma delas se tornou realidade.

## Regresso a casa
No início da temporada de 2004-2005 Cadete assinou pelo Pinhalnovense, equipa da 2ª Divisão (série D) portuguesa, onde ficou apenas 5 jornadas, em virtude de ter a sua academia de futebol. No clube fez cinco jogos marcando 2 golos.
Ocupa actualmente o lugar de treinador no Recreios Desportivos do Algueirão, clube que milita nos distritais da Associação de Futebol de Lisboa (AFL).

## Selecção Nacional
Fez 33 jogos pela Seleção Portuguesa de Futebol, marcando 5 golos. A sua estreia foi em 29 de Agosto de 1990 num amigável frente à Alemanha que acabou num empate 0-0. Integrou a equipa que disputou o Campeonato Europeu de Futebol de 1996, chefiado por António Oliveira, jogando apenas 20 minutos contra a Turquia (0-0) depois da sua entrada em campo e apenas 8 minutos contra a República Checa, quando Portugal perdia desde os minutos iniciais e Antonio Oliveira não mexia na equipa. O seu último encontro foi na derrota por 3-0 frente à Inglaterra, em 22 de abril de 1998, num particular.

## Pós-carreira
No final da carreira investiu em negócios que nada tinham que ver com futebol. Abriu dois salões de cabeleireiro que acabaram por fechar.
Teve 2 casamentos e outros tantos divórcios e com uma filha, de 23 anos, o ex-jogador diz “não ter uma relação normal de filha e pai”. A esse afastamento deveram-se os problemas financeiros” por que passou.
Passou a depender dos 189 euros de rendimento social de inserção, que foi cortado por ter aparecido património em seu nome: a casa que tinha e que foi tomada pelo banco.
Em 2014, está a tirar a Licenciatura em Treino Desportivo de Futebol. Candidatou-se a uma bolsa de estudos que lhe foi atribuída, mas que está pendente devido a uma dívida nas Finanças que terá de pagar. A 5 de Abril de 2014 foi comunicada a sua parceria com a casa de apostas FantasticWin, onde Jorge Cadete recorda os melhores momentos da sua carreira e renova o seu visual.